# Colette Brosset
Colette Marie Claudette Brosset (Parigi, 21 febbraio 1922 – Parigi, 1º marzo 2007) è stata un'attrice francese.
Dal 1942 al 2004 è stata sposata con Robert Dhéry.

## Filmografia parziale
- Étoile sans lumière, regia di Marcel Blistène (1946)
- Je n'aime que toi, regia di Pierre Montazel (1949)
- Bertrand coeur de lion, regia di Robert Dhéry (1951)
- L'amour n'est pas un pêché, regia di Claude Cariven (1952)
- Ah! Les belles bacchantes, regia di Jean Loubignac (1954)
- La bella americana (La belle américaine), regia di Robert Dhéry (1962)
- Il poliziotto 202 (Allez France!), regia di Robert Dhéry e Pierre Tchernia (1964)
- Tre uomini in fuga (La Grande vadrouille), regia di Gérard Oury (1966)
- Si salvi chi può (Le petit baigneur), regia di Robert Dhéry (1968)
- La coqueluche, regia di Christian-Paul Arrighi (1969)
- Il vizietto dell'onorevole (La gueule de l'autre), regia di Pierre Tchernia (1979)